# Arturo Valls Mollà
Arturo Valls Mollà   (La Punta, 24 de març de 1975) és un actor i presentador de televisió valencià.

## Biografia
Va néixer al barri de La Punta (València). Va estudiar a l'institut Sant Vicent Ferrer. Va començar la carrera de Periodisme a València, la qual va abandonar quan va començar com a reporter en una televisió local de València (València Te Ve), un magazín presentat per Laura Pérez Vehí anomenat "La luna de Valencia", i tenint com a companya de programa a Carmen Alcayde.
El seu debut en una televisió nacional va ser el 1996, com a reporter en la primera etapa de Caiga Quien Caiga, que presentava El Gran Wyoming. Una vegada que va finalitzar el programa el 2002, va ser fitxat per la FORTA, on va presentar el programa X cuánto?, Que es va emetre en diverses cadenes autonòmiques espanyoles com Telemadrid o Canal 9 i posteriorment va presentar l'espai de zàping Licencia para mirar, on va protagonitzar monòlegs i esquetxos.
Més tard col·laboraria amb Florentino Fernández i Núria Roca al programa d'humor UHF d'Antena 3. Després va presentar durant un curt espai de temps Los más, al costat de Silvia Jato. Finalment, va recalar de nou a Telecinco, substituint durant uns mesos Jesús Vázquez com a presentador del concurs Allá tú. També va participar en la sèrie Gominolas, que només va durar 7 capítols en antena.
Ha intervingut ocasionalment en capítols de diverses sèries televisives com Un paso adelante, 7 vidas i Aída. D'altra banda, ha desenvolupat la seva faceta d'actor a la pantalla gran en les pel·lícules El corazón del guerrero i Torrente 2: missió a Marbella.
Va ser Jesús Quesada a Camera Café i posteriorment va interpretar al mateix personatge a ¡Fibrilando! També va col·laborar esporàdicament a Muchachada Nui. El 2008 va filmar la pel·lícula 8 citas al costat de Fernando Tejero entre d'altres. El desembre de 2009 estrena el programa Vaya tropa en Cuatro, que és retirat poc després pels seus baixos índexs d'audiència. El juliol de 2010 protagonitza la paròdia La isla de los nominados i l'estiu del 2011 fitxa per Antena 3 per presentar el concurs ¡Ahora caigo!, concurs que en la seva primera emissió es va fer amb el lideratge de la nit i amb el minut d'or, sent un gran triomf.
Després d'aparèixer com a convidat especial en la primera edició del programa Tu cara me suena, des de l'1 d'octubre de 2012 fins a l'11 de febrer de 2013 va formar part de la segona edició, on es va classificar com a tercer finalista. El 23 d'octubre de 2012 presentà al costat de Patricia Conde la gala dels Neox Fan Awards. El 18 de gener de 2013, Arturo Valls va ser confirmat com a presentador de Splash! Famosos al agua, programa emès per Antena 3.
Des del 14 de juliol de 2017 torna a presentar el programa en prime time després de confirmar-se una nova temporada. Des de octubre de 2014 fins a desembre de 2014 va presentar al costat de Manel Fuentes el programa Los viernes al show a Antena 3. El 10 de novembre de 2014 interpretà a Cuéntame un cuento a Nano, porquet mitjà del capítol 'Los Tres Cerditos'. L'11 de febrer de 2015 va presentar al costat de Yanely Hernández la Gal·la Drag Queen del Carnaval de Las Palmas de Gran Canària a Nova. Al setembre de 2017 es va posar al capdavant del docu-reality Me cambio de década.
Des de setembre de 2018, presenta Improvisando a Antena 3.

## Televisió
- Caiga Quien Caiga (1996-2002, 2005-2007) a Telecinco.
- X cuánto? (2003) a FORTA.
- Licencia para mirar (2003) a Telemadrid.
- UHF (2004) a Antena 3.
- Los + (2004) a Antena 3.
- ¡Allá tú! (2005) a Telecinco.
- Camera Café (2005-2009) a Telecinco i FDF.
- Gominolas (2007) a Cuatro.
- ¡Fibrilando! (2009) a Telecinco
- Vaya tropa (2009-2010) a Cuatro
- Pelotas (2010) a La 1
- La isla de los nominados (2010) a Cuatro
- BuenAgente (2011) a laSexta
- ¡Ahora caigo! (2011-actualitat) a Antena 3, presentador
- Museo Coconut (2011-2014) a Neox, col·laborador / protagonista
- Neox Fan Awards (2012) a Neox, presentador
- Tu cara me suena (2012-2013) a Antena 3, concursant i tercer finalista
- Splash! Famosos al agua (2013) a Antena 3, presentador
- Me resbala (2013-present) a Antena 3

## Filmografia
- El corazón del guerrero (2000)
- Severo Ochoa. La conquista de un Nobel interpretant Dalí (Telefilm) (2001).
- Torrente 2: missió a Marbella (2001)
- Casual Day (2007)
- Bee Movie interpretant Barry (Doblatge) (2007)
- 8 citas (2008)
- Perdiendo el norte (2015)
- El rey gitano (2015)
- Villaviciosa de al lado (2016)
- Los del túnel (2017)

## Premis
- Fotogramas de Plata 2006 - Millor actor de televisió
- Neox Fan Awards 2012 - Millor presentador de televisió
- Premi Zapping 2012 - Millor presentador de televisió